# Michael Herck
Michael Herck (ur. 4 sierpnia 1988 roku w Bukareszcie) – rumuński kierowca wyścigowy. W roku 2004 wygrał mistrzostwa Włoskiej Formuły Renault Monza oraz Hiszpańskiej Formuły Renault 1.6, a rok później został mistrzem Österreichische Rennwagen Meisterschaft. W latach 2009–2011 był kierowcą serii GP2.

## Kariera

### Początki kariery (1999–2004)
Michael Herck karierę rozpoczął od startów w kartingu, w roku 1999. Na międzynarodowej arenie pojawił się trzy lata później. W tym czasie wziął udział w Europejskich Mistrzostwach ICA Junior (w zespole Jama Investments) oraz Italian Open Msters ICA Junior. Pierwszą z nich zakończył na 5. pozycji, natomiast drugą na 7. miejscu, z dorobkiem 33 punktów.
W roku 2003 zadebiutował w zimowej edycji Włoskiej Formuły Renault Monza, będącej już serią pojazdów o otwartym podwoziu. W ekipie Dynamic Engineering wystąpił w dwóch wyścigach. Ostatecznie z dorobkiem osiemnastu punktów rywalizację ukończył na 8. pozycji.
Rok później wywalczył tytuł mistrzowski w Hiszpańskiej Formule Junior 1600 oraz we Włoskiej Formule Renault Monza (wygrał w nich odpowiednio 5 z 16 oraz 4 z 9 wyścigów). Poza tym wziął udział w dwóch rundach Belgijskiej Formuły Renault 1.6 (zwyciężył w jednym wyścigu). Został w niej ostatecznie sklasyfikowany na 11. miejscu, z dorobkiem 65 punktów.

### Formuła 3 (2005–2007)
W sezonie 2005 zdobył tytuł mistrzowski w Österreichische Rennwagen Meisterschaft, po wygraniu 3 z 7 wyścigów. Oprócz tego wziął udział w pięciu wyścigach Brytyjskiej Formuły 3 oraz trzech Niemieckiej Formuły 3, jednakże w żadnej z nich nie zdobył punktów.
W roku 2006 awansował do Formuły 3 Euroseries, za sprawą belgijskiego zespołu Bas Leinders Racing. W ciągu 19 wyścigów, czterokrotnie zmagania zakończył na premiowanej punktami pozycji. Podczas drugiego wyścigu na brytyjskim torze Brands Hatch, Herck po raz pierwszy (i ostatni) stanął na podium europejskiej Formuły 3, zajmując drugie miejsce. Ostatecznie z dwunastoma punktami został sklasyfikowany na 15. miejscu. Po raz drugi w karierze wziął udział w zawodach Brytyjskiej Formuły 3 (wystartował w jednej rundzie, również w belgijskim zespole), ponownie jednak bez punktów. Swoich sił spróbował również w prestiżowym wyścigu Masters of Formula 3 (gdzie również ścigał się dla zespołu Basa Leindersa). Rywalizację ukończył na 13. miejscu. Ostatni raz w europejskim cyklu Formuły 3 wystartował w 2007 roku, podczas inauguracyjnej rundy, na torze Hockenheimring. W pierwszym wyścigu został sklasyfikowany na czternastym miejscu, natomiast drugiego nie zdołał ukończyć. Był to też ostatni weekend współpracy Rumuna z belgijskim zespołem.

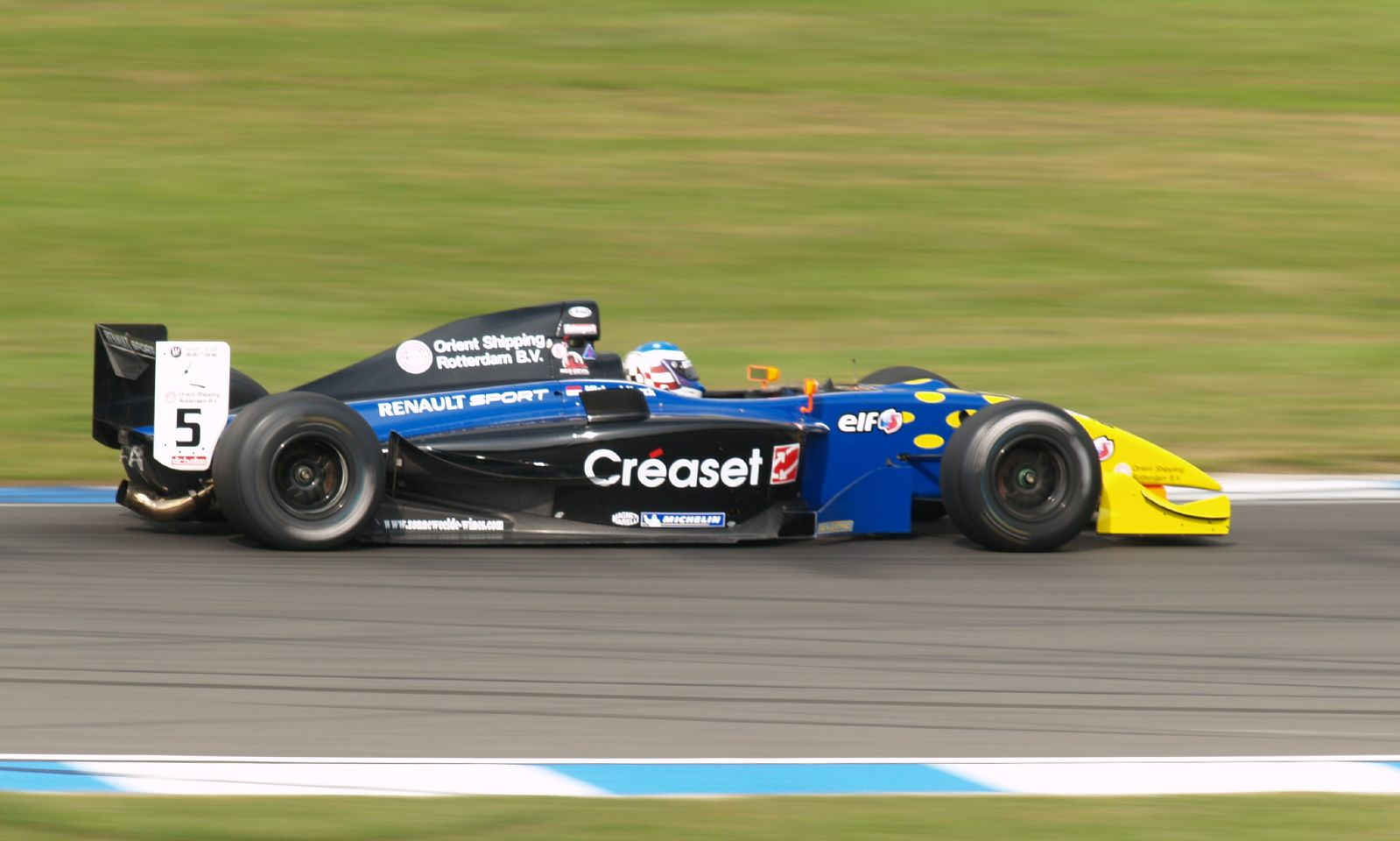
Michael Herck podczas wyścigu Formuły Renault 3.5, na torze Donington Park w roku 2007

### Formuła Renault 3.5 (2007 i 2009)
Na sezon 2007 Herck przeniósł się do cyklu World Series by Renault, w którym w Formule Renault 3.5 startował w brytyjskim zespole Comtec Racing. Jego rezultaty odbiegały jednak od oczekiwań i w czternastu rozegranych wyścigach, ani razu nie zdołał zapunktować.
Ostatni występ Hercka w tej serii nastąpił w roku 2009, na węgierskim torze Hungaroring. W austriackim zespole Interwetten.com Racing (zastąpił w niej Niemca Tobiasa Hegewalda) pierwszego wyścigu nie ukończył w wyniku kolizji, natomiast w drugim wykorzystał zamieszanie na starcie (dzięki zyskaniu największej liczby miejsc w wyścigu, został nagrodzony dodatkowym punktem) i ostatecznie finiszował na 5. miejscu.

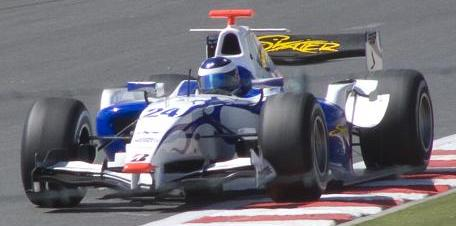
Michel Herck podczas wyścigu GP2, na torze Magny-Cours w roku 2009

### Azjatycka seria GP2 (2008-2010)
Za sprawą dużego wsparcia finansowego, Rumun zadebiutował w nowo powstałej azjatyckiej serii GP2, we włoskiej ekipie FMS International. Wystąpiwszy w ośmiu wyścigach, najlepszą pozycją, jaką zajął, było 9. miejsce w Indonezji, gdzie był jednak ostatnim kierowcą, który dojechał do mety. W wyniku kontuzji nadgarstka poniesionej podczas uderzenia w krawężnik w wyścigu na torze w Bahrajnie, Herck nie był w stanie wziąć udziału w ostatniej eliminacji cyklu, na obiekcie w Dubaju. Został w niej zastąpiony przez Hiszpana Roldána Rodrígueza.
W drugim podejściu Rumun reprezentował barwy ekipy brytyjskiej – David Price Racing. Ponownie nie był w stanie zająć punktowanej pozycji. Najlepiej zaprezentował się podczas głównych wyścigów na torach w Malezji oraz Bahrajnie, gdzie zmagania dwukrotnie zakończył na 13. miejscu.
W trzecim roku startów, po raz drugi bronił barw DPR. W ciągu 8 wyścigów, dwukrotnie został sklasyfikowany na punktowanej pozycji, z czego raz na podium (siódma i druga pozycja). Oba wyniki odnotował w drugiej rundzie, rozegranej na nowo powstałym torze w Abu Zabi – Yas Marina Circuit. Dorobek siedmiu punktów pozwolił Michaelowi zająć w końcowej klasyfikacji 13. miejsce.

### Seria GP2 (2008-2011)
W lutym 2008 roku Herck podpisał kontrakt z brytyjskim zespołem David Price Racing, na udział w głównej edycji GP2. W wyniku kontuzji nadgarstka, której Rumun doznał jeszcze w cyklu zimowym, nie był w stanie wziąć udziału w trzech inauguracyjnych zawody podwójnych rundach. W Hiszpanii i Turcji zastąpił go Włoch Giacomo Ricci, natomiast w Monako Hiszpan Andy Soucek. Do rywalizacji włączył się więc od czwartej eliminacji sezonu, odbywającej się na francuskim torze Magny-Cours. W ciągu siedmiu rund Herck nie zdobył jednak punktów, a jego najlepszym wynikiem okazało się 11. miejsce podczas drugiego wyścigu na belgijskim obiekcie Spa-Francorchamps.
Pomimo nie najlepszych wyników, Herck utrzymał miejsce w zespole na sezon 2009. Przyczynił się do tego jego ojciec Andre, który odkupił zespół od poprzedniego właściciela Davida Price'a. Wyniki Rumuna uległy znacznej poprawie, jednakże nie wystarczyło to na zdobycie punktów (ponownie przyczynił się do tego przeciętny bolid). Ostatecznie najbliżej premiowanych pozycji był na brytyjskim torze Silverstone, gdzie zajął odpowiednio 9. i 8. lokatę.
W roku 2010 po raz trzeci i ostatni reprezentował zespół DPR. Sezon ten był przełomowy dla Rumuna, który podczas pierwszego wyścigu w Turcji, po raz pierwszy w karierze zdobył punkty (zajął w nim szóste miejsce). Dzień później dojechał na wyższej piątej lokacie. W kolejnej rundzie, w Walencji zajął ósme miejsce. W niedzielę Herck, startując z pole position, dojechał na trzeciej pozycji, stając tym samym pierwszy raz w karierze na podium. Ostatni raz po punkty sięgnął w sobotnich zmaganiach, na węgierskim torze Hungaroring, gdzie został sklasyfikowany na 7. lokacie. Podczas kwalifikacji na długim i technicznym torze Spa-Francorchamps, w Belgii, Michael po raz pierwszy uzyskał pole position. Miało to miejsce w dość chaotycznych warunkach. Sędziowie dopatrzyli się jednak wykręcenia przez Hercka najlepszego czasu, przy wywieszonych żółtych flagach, w efekcie odbierając mu pierwsze pole startowe. Ostatecznie drugi najlepszy czas rumuńskiego kierowcy, został wzięty pod uwagę i Michael wystartował z i tak najwyższej w swojej karierze czwartej lokaty (ostatecznie pierwszego wyścigu nie ukończył). Sezon, zakończył na 16. miejscu w ogólnej punktacji, z dorobkiem 12 punktów.
Po braku pozwolenia dla ekipy David Price Racing, na udział w serii, w 2011 roku, Michael podpisał kontrakt z włoskim zespołem Scuderia Coloni. W całym sezonie tylko w jednym wyścigu zdobył punkty, zajmując podczas pierwszego wyścigu w Walencji szóste miejsce. Jego wyniki były gorsze od partnera z zespołu Luci Filippiego, który w drugiej połowie sezonu wygrał trzy wyścigi, dzięki czemu został wicemistrzem serii. Rumun natomiast w klasyfikacji generalnej uplasował się na 21. pozycji.
Po rozczarowującym sezonie 2011 Herck postanowił zakończyć karierę i skoncentrować się na studiach.

## Życie prywatne
Oprócz obywatelstwa rumuńskiego Herck posiada również obywatelstwo belgijskie.

## Wyniki

### Ogólnie
| Sezon   | Seria                                   | Nazwa zespołu                   | Wyścigi | Pole Position | Zwycięstwa | Punkty | Pozycja końcowa |
| ------- | --------------------------------------- | ------------------------------- | ------- | ------------- | ---------- | ------ | --------------- |
| 2003    | Włoska Formuła Renault (zimowa edycja)  | Dynamic Engineering             | 2       | 0             | 0          | 18     | 8               |
| 2004    | Formula Renault Monza                   | Dynamic Engineering             | 16      | 3             | 5          | 375    | 1               |
| 2004    | Hiszpańska Formuła Renault 1600         | Junior Racing Team              | 9       | 6             | 4          | 119    | 1               |
| 2004    | Belgijska Formuła Renault 1600          | ?                               | 4       | 0             | 1          | 65     | 11              |
| 2005    | Österreichische Rennwagen Meisterschaft | Junior Racing Team              | 7       | 6             | 3          | 75     | 1               |
| 2005    | Brytyjska Formuła 3                     | Junior Racing Team              | 5       | 0             | 0          | 0      | NS              |
| 2005    | Włoska Formuła Renault                  | Junior Racing Team              | 0       | 0             | 0          | 0      | NS              |
| 2005    | Niemiecka Formuła 3                     | Jama Investments                | 3       | 1             | 0          | 0      | NS              |
| 2006    | Formuła 3 Euro Series                   | Bas Leinders Junior Racing Team | 19      | 0             | 0          | 12     | 15              |
| 2006    | Brytyjska Formuła 3                     | Bas Leinders Junior Racing Team | 2       | 0             | 0          | 0      | NS              |
| 2006    | Masters of Formula 3                    | Bas Leinders Junior Racing Team | 1       | 0             | 0          | N/A    | 13              |
| 2007    | Formuła Renault 3.5                     | Comtec Racing                   | 14      | 0             | 0          | 0      | NS              |
| 2007    | Formuła 3 Euro Series                   | Bas Leinders Junior Racing Team | 2       | 0             | 0          | 0      | NS              |
| 2008    | Azjatycka seria GP2                     | FMS International               | 8       | 0             | 0          | 0      | 23              |
| 2008    | Seria GP2                               | David Price Racing              | 13      | 0             | 0          | 0      | 30              |
| 2008–09 | Azjatycka seria GP2                     | David Price Racing              | 11      | 0             | 0          | 0      | 33              |
| 2009    | Seria GP2                               | David Price Racing              | 20      | 0             | 0          | 0      | 23              |
| 2009    | Formuła Renault 3.5                     | Interwetten.com                 | 6       | 0             | 0          | 7      | 23              |
| 2009–10 | Azjatycka seria GP2                     | David Price Racing              | 8       | 0             | 0          | 7      | 13              |
| 2010    | Seria GP2                               | David Price Racing              | 20      | 0             | 0          | 12     | 16              |
| 2011    | Azjatycka seria GP2                     | Scuderia Coloni                 | 4       | 0             | 0          | 8      | 9               |
| 2011    | Seria GP2                               | Scuderia Coloni                 | 18      | 0             | 0          | 1      | 21              |

### Seria GP2
| Legenda oznaczeń w tabelach wyników Wyświetl szablon na nowej stronie | Legenda oznaczeń w tabelach wyników Wyświetl szablon na nowej stronie                                                                     |
| Oznaczenie                                                            | Wyjaśnienie |
| --------------------------------------------------------------------- | --- |
| Złoty                                                                 | Zwycięzca lub mistrzostwo |
| Srebrny                                                               | 2. miejsce lub wicemistrzostwo |
| Brązowy                                                               | 3. miejsce lub II wicemistrzostwo |
| Zielony                                                               | Ukończył, punktował (w klasyfikacji generalnej, gdy zdobył co najmniej jeden punkt na przestrzeni sezonu, poza trzema powyższymi opcjami) |
| Niebieski                                                             | Ukończył, nie punktował (w klasyfikacji generalnej, gdy nie zdobył co najmniej jednego punktu na przestrzeni sezonu)                      |
| Czerwony                                                              | Nie zakwalifikował się (NZ) |
| Czerwony                                                              | Nie prekwalifikował się (NPK) |
| Różowy                                                                | Nie ukończył (NU) |
| Różowy                                                                | Niesklasyfikowany (NS) (w klasyfikacji generalnej, gdy nie został sklasyfikowany w żadnym wyścigu sezonu)                                 |
| Czarny                                                                | Zdyskwalifikowany (DK) |
| Czarny                                                                | Wykluczony (WYK/EX) |
| Biały                                                                 | Nie wystartował (NW) |
| Biały                                                                 | Kontuzjowany (K/INJ) |
| Biały                                                                 | Wyścig odwołany (OD/C) |
| Bez koloru                                                            | Został wycofany (WYC/WD) |
| Bez koloru                                                            | Nie przybył (NP/DNA) |
| Bez koloru                                                            | Nie brał udziału w treningach (NT/DNP) |
| Bez koloru                                                            | Nie został zgłoszony (–) |
| Pogrubienie                                                           | Start z pole position |
| Kursywa                                                               | Najszybsze okrążenie wyścigu |
| †                                                                     | Nie ukończył, ale jego rezultat został zaliczony ze względu na przejechanie więcej niż 90% dystansu wyścigu.                              |
| *                                                                     | Sezon w trakcie |
| 1/2/3                                                                 | Punktowana pozycja w sprincie |
| Lista systemów punktacji Formuły 1                                    | |

| Rok  | Zespół             | Wyniki w poszczególnych eliminacjach | Wyniki w poszczególnych eliminacjach | Wyniki w poszczególnych eliminacjach | Wyniki w poszczególnych eliminacjach | Wyniki w poszczególnych eliminacjach | Wyniki w poszczególnych eliminacjach | Wyniki w poszczególnych eliminacjach | Wyniki w poszczególnych eliminacjach | Wyniki w poszczególnych eliminacjach | Wyniki w poszczególnych eliminacjach | Wyniki w poszczególnych eliminacjach | Wyniki w poszczególnych eliminacjach | Wyniki w poszczególnych eliminacjach | Wyniki w poszczególnych eliminacjach | Wyniki w poszczególnych eliminacjach | Wyniki w poszczególnych eliminacjach | Wyniki w poszczególnych eliminacjach | Wyniki w poszczególnych eliminacjach | Wyniki w poszczególnych eliminacjach | Wyniki w poszczególnych eliminacjach | Poz. | Pkt |
| ---- | ------------------ | ------------------------------------ | ------------------------------------ | ------------------------------------ | ------------------------------------ | ------------------------------------ | ------------------------------------ | ------------------------------------ | ------------------------------------ | ------------------------------------ | ------------------------------------ | ------------------------------------ | ------------------------------------ | ------------------------------------ | ------------------------------------ | ------------------------------------ | ------------------------------------ | ------------------------------------ | ------------------------------------ | ------------------------------------ | ------------------------------------ | ---- | --- |
| 2008 | David Price Racing | ESP FEA                              | ESP SPR                              | TUR FEA                              | TUR SPR                              | MON FEA                              | MON SPR                              | FRA FEA NU                           | FRA SPR 15                           | GBR FEA 23                           | GBR SPR NW                           | GER FEA 17                           | GER SPR NU                           | HUN FEA NU                           | HUN SPR 17                           | EUR FEA 12                           | EUR SPR 14                           | BEL FEA 14                           | BEL SPR 11                           | ITA FEA NU                           | ITA SPR 17                           | 30   | 0   |
| 2009 | David Price Racing | ESP FEA 13                           | ESP SPR NU                           | MON FEA 16                           | MON SPR 16                           | TUR FEA NU                           | TUR SPR NU                           | GBR FEA 9                            | GBR SPR 8                            | GER FEA 14                           | GER SPR 12                           | HUN FEA 15                           | HUN SPR NU                           | VAL FEA 13                           | VAL SPR NU                           | BEL FEA NU                           | BEL SPR 9                            | ITA FEA 20                           | ITA SPR 13                           | POR FEA DK                           | POR SPR NU                           | 23   | 0   |
| 2010 | David Price Racing | ESP FEA 17                           | ESP SPR 21                           | MON FEA 16                           | MON SPR NU                           | TUR FEA 6                            | TUR SPR 5                            | VAL FEA 8                            | VAL SPR 3                            | GBR FEA 22                           | GBR SPR 14                           | GER FEA 9                            | GER SPR 8                            | HUN FEA 7                            | HUN SPR NU                           | BEL FEA NU                           | BEL SPR 13                           | ITA FEA NU                           | ITA SPR NU                           | ABU FEA 16                           | ABU SPR 10                           | 16   | 12  |
| 2011 | Scuderia Coloni    | TUR FEA 14                           | TUR SPR 12                           | ESP FEA NU                           | ESP SPR NU                           | MON FEA 13                           | MON SPR 15                           | VAL FEA 10                           | VAL SPR 6                            | GBR FEA 24                           | GBR SPR 18                           | DEU FEA 11                           | DEU SPR 10                           | HUN FEA 12                           | HUN SPR NU                           | BEL FEA 16                           | BEL SPR 15                           | ITA FEA NU                           | ITA SPR NW                           |                                      |                                      | 21   | 1   |

### Azjatycka seria GP2
| Legenda oznaczeń w tabelach wyników Wyświetl szablon na nowej stronie | Legenda oznaczeń w tabelach wyników Wyświetl szablon na nowej stronie                                                                     |
| Oznaczenie                                                            | Wyjaśnienie |
| --------------------------------------------------------------------- | --- |
| Złoty                                                                 | Zwycięzca lub mistrzostwo |
| Srebrny                                                               | 2. miejsce lub wicemistrzostwo |
| Brązowy                                                               | 3. miejsce lub II wicemistrzostwo |
| Zielony                                                               | Ukończył, punktował (w klasyfikacji generalnej, gdy zdobył co najmniej jeden punkt na przestrzeni sezonu, poza trzema powyższymi opcjami) |
| Niebieski                                                             | Ukończył, nie punktował (w klasyfikacji generalnej, gdy nie zdobył co najmniej jednego punktu na przestrzeni sezonu)                      |
| Czerwony                                                              | Nie zakwalifikował się (NZ) |
| Czerwony                                                              | Nie prekwalifikował się (NPK) |
| Różowy                                                                | Nie ukończył (NU) |
| Różowy                                                                | Niesklasyfikowany (NS) (w klasyfikacji generalnej, gdy nie został sklasyfikowany w żadnym wyścigu sezonu)                                 |
| Czarny                                                                | Zdyskwalifikowany (DK) |
| Czarny                                                                | Wykluczony (WYK/EX) |
| Biały                                                                 | Nie wystartował (NW) |
| Biały                                                                 | Kontuzjowany (K/INJ) |
| Biały                                                                 | Wyścig odwołany (OD/C) |
| Bez koloru                                                            | Został wycofany (WYC/WD) |
| Bez koloru                                                            | Nie przybył (NP/DNA) |
| Bez koloru                                                            | Nie brał udziału w treningach (NT/DNP) |
| Bez koloru                                                            | Nie został zgłoszony (–) |
| Pogrubienie                                                           | Start z pole position |
| Kursywa                                                               | Najszybsze okrążenie wyścigu |
| †                                                                     | Nie ukończył, ale jego rezultat został zaliczony ze względu na przejechanie więcej niż 90% dystansu wyścigu.                              |
| *                                                                     | Sezon w trakcie |
| 1/2/3                                                                 | Punktowana pozycja w sprincie |
| Lista systemów punktacji Formuły 1                                    | |

| Rok       | Zespół             | Wyniki w poszczególnych eliminacjach | Wyniki w poszczególnych eliminacjach | Wyniki w poszczególnych eliminacjach | Wyniki w poszczególnych eliminacjach | Wyniki w poszczególnych eliminacjach | Wyniki w poszczególnych eliminacjach | Wyniki w poszczególnych eliminacjach | Wyniki w poszczególnych eliminacjach | Wyniki w poszczególnych eliminacjach | Wyniki w poszczególnych eliminacjach | Wyniki w poszczególnych eliminacjach | Poz. | Pkt |
| --------- | ------------------ | ------------------------------------ | ------------------------------------ | ------------------------------------ | ------------------------------------ | ------------------------------------ | ------------------------------------ | ------------------------------------ | ------------------------------------ | ------------------------------------ | ------------------------------------ | ------------------------------------ | ---- | --- |
| 2008      | FMS International  | DUB NU                               | DUB 17                               | IND 9                                | MYS 12                               | MYS 11                               | MYS 11                               | BHR 15                               | BHR 14                               | DUB2 FEA NW                          | DUB2 SPR NW                          |                                      | 23   | 0   |
| 2008/2009 | David Price Racing | CHN FEA 16                           | CHN SPR 16                           | DUB FEA 15                           | BHR1 FEA 18                          | BHR1 SPR 18                          | QAT FEA 15                           | QAT SPR NU                           | MYS FEA 13                           | MYS SPR NU                           | BHR2 FEA 13                          | BHR2 SPR NU                          | 33   | 0   |
| 2009/2010 | David Price Racing | ABU1 FEA 13                          | ABU1 SPR 9                           | ABU2 FEA 7                           | ABU2 SPR 2                           | BHR1 FEA 23                          | BHR1 SPR 13                          | BHR2 FEA 18                          | BHR2 SPR NU                          |                                      |                                      |                                      | 13   | 7   |
| 2011      | Scuderia Coloni    | ABU FEA 13                           | ABU SPR 5                            | ITA FEA 4                            | ITA SPR 5                            |                                      |                                      |                                      |                                      |                                      |                                      |                                      | 8    | 9   |

### Formuła Renault 3.5
| Legenda oznaczeń w tabelach wyników Wyświetl szablon na nowej stronie | Legenda oznaczeń w tabelach wyników Wyświetl szablon na nowej stronie                                                                     |
| Oznaczenie                                                            | Wyjaśnienie |
| --------------------------------------------------------------------- | --- |
| Złoty                                                                 | Zwycięzca lub mistrzostwo |
| Srebrny                                                               | 2. miejsce lub wicemistrzostwo |
| Brązowy                                                               | 3. miejsce lub II wicemistrzostwo |
| Zielony                                                               | Ukończył, punktował (w klasyfikacji generalnej, gdy zdobył co najmniej jeden punkt na przestrzeni sezonu, poza trzema powyższymi opcjami) |
| Niebieski                                                             | Ukończył, nie punktował (w klasyfikacji generalnej, gdy nie zdobył co najmniej jednego punktu na przestrzeni sezonu)                      |
| Czerwony                                                              | Nie zakwalifikował się (NZ) |
| Czerwony                                                              | Nie prekwalifikował się (NPK) |
| Różowy                                                                | Nie ukończył (NU) |
| Różowy                                                                | Niesklasyfikowany (NS) (w klasyfikacji generalnej, gdy nie został sklasyfikowany w żadnym wyścigu sezonu)                                 |
| Czarny                                                                | Zdyskwalifikowany (DK) |
| Czarny                                                                | Wykluczony (WYK/EX) |
| Biały                                                                 | Nie wystartował (NW) |
| Biały                                                                 | Kontuzjowany (K/INJ) |
| Biały                                                                 | Wyścig odwołany (OD/C) |
| Bez koloru                                                            | Został wycofany (WYC/WD) |
| Bez koloru                                                            | Nie przybył (NP/DNA) |
| Bez koloru                                                            | Nie brał udziału w treningach (NT/DNP) |
| Bez koloru                                                            | Nie został zgłoszony (–) |
| Pogrubienie                                                           | Start z pole position |
| Kursywa                                                               | Najszybsze okrążenie wyścigu |
| †                                                                     | Nie ukończył, ale jego rezultat został zaliczony ze względu na przejechanie więcej niż 90% dystansu wyścigu.                              |
| *                                                                     | Sezon w trakcie |
| 1/2/3                                                                 | Punktowana pozycja w sprincie |
| Lista systemów punktacji Formuły 1                                    | |

| Rok  | Zespół                 | Wyniki w poszczególnych eliminacjach | Wyniki w poszczególnych eliminacjach | Wyniki w poszczególnych eliminacjach | Wyniki w poszczególnych eliminacjach | Wyniki w poszczególnych eliminacjach | Wyniki w poszczególnych eliminacjach | Wyniki w poszczególnych eliminacjach | Wyniki w poszczególnych eliminacjach | Wyniki w poszczególnych eliminacjach | Wyniki w poszczególnych eliminacjach | Wyniki w poszczególnych eliminacjach | Wyniki w poszczególnych eliminacjach | Wyniki w poszczególnych eliminacjach | Wyniki w poszczególnych eliminacjach | Wyniki w poszczególnych eliminacjach | Wyniki w poszczególnych eliminacjach | Wyniki w poszczególnych eliminacjach | Punkty | Pozycja |
| ---- | ---------------------- | ------------------------------------ | ------------------------------------ | ------------------------------------ | ------------------------------------ | ------------------------------------ | ------------------------------------ | ------------------------------------ | ------------------------------------ | ------------------------------------ | ------------------------------------ | ------------------------------------ | ------------------------------------ | ------------------------------------ | ------------------------------------ | ------------------------------------ | ------------------------------------ | ------------------------------------ | ------ | ------- |
| 2007 | Red Devil Team Comtec  | ITA                                  | ITA                                  | DEU                                  | DEU                                  | MON                                  | HUN                                  | HUN                                  | BEL                                  | BEL                                  | GBR                                  | GBR                                  | FRA                                  | FRA                                  | PRT                                  | PRT                                  | ESP                                  | ESP                                  | 0      | 31      |
| 2007 | Red Devil Team Comtec  | -                                    | -                                    | 21                                   | 20                                   | NZ                                   | NU                                   | 18                                   | NU                                   | 12                                   | NU                                   | 16                                   | NU                                   | NU                                   | 16                                   | 16                                   | 24                                   | 16                                   | 0      | 31      |
| 2009 | Interwetten.com Racing | CAT                                  | CAT                                  | BEL                                  | BEL                                  | MON                                  | HUN                                  | HUN                                  | GBR                                  | GBR                                  | FRA                                  | FRA                                  | PRT                                  | PRT                                  | DEU                                  | DEU                                  | ARA                                  | ARA                                  | 7      | 23      |
| 2009 | Interwetten.com Racing | -                                    | -                                    | -                                    | -                                    | -                                    | NU                                   | 5                                    | 20                                   | 18                                   | -                                    | -                                    | 19                                   | NU                                   | -                                    | -                                    | -                                    | -                                    | 7      | 23      |
| 2011 | Pons Racing            | ARA                                  | ARA                                  | BEL                                  | BEL                                  | ITA                                  | ITA                                  | MON                                  | DEU                                  | DEU                                  | HUN                                  | HUN                                  | GBR                                  | GBR                                  | FRA                                  | FRA                                  | CAT                                  | CAT                                  | 0      | 36      |
| 2011 | Pons Racing            | -                                    | -                                    | -                                    | -                                    | -                                    | -                                    | -                                    | NU                                   | 21                                   | -                                    | -                                    | -                                    | -                                    | -                                    | -                                    | -                                    | -                                    | 0      | 36      |